# Condado de Worth (Iowa)
El condado de Worth (en inglés: Worth County, Iowa), fundado en 1851, es uno de los 99 condados del estado estadounidense de Iowa. En el año 2000 tenía una población de 7909 habitantes con una densidad poblacional de 8 personas por km². La sede del condado es Northwood.

## Historia
El Condado de Worth, fue fundado en 1851. Fue nombrado por el general William Jenkins Worth (1749-1849), un oficial, tanto en la Black Hawk War y la Intervención estadounidense en México.

## Geografía
Según la Oficina del Censo, el condado tiene un área total de 1040 km² (401,5 mi²), de la cual 1036 km² (400 mi²) es tierra y 4 km² (1,5 mi²) es agua.

### Condados adyacentes
- Condado de Freeborn norte
- Condado de Mower noreste
- Condado de Mitchell este
- Condado de Cerro Gordo sur
- Condado de Winnebago oeste

## Demografía

Condado de Worth distribución de la población por edad y sexo, censo de 2000

En el 2000 la renta per cápita promedia del condado era de $36 444, y el ingreso promedio para una familia era de $41 763. El ingreso per cápita para el condado era de $16 952. En 2000 los hombres tenían un ingreso per cápita de $27 897 contra $20 897 para las mujeres. Alrededor del 8.30% de la población estaba bajo el umbral de pobreza nacional.
| 1900   | 1910 | 1920   | 1930   | 1940   | 1950   | 1960   | 1970 | 1980 | 1990 | 2000 |
| ------ | ---- | ------ | ------ | ------ | ------ | ------ | ---- | ---- | ---- | ---- |
| 10 887 | 9950 | 11 630 | 11 164 | 11 449 | 11 068 | 10 259 | 8968 | 9075 | 7991 | 7909 |

## Lugares

### Ciudades y pueblos
- Bolan
- Fertile
- Grafton
- Hanlontown
- Joice
- Kensett
- Manly
- Northwood

### Principales carreteras
- Interestatal 35/Carretera de Iowa 27
- U.S. Highway 65
- U.S. Highway 69
- Carretera de Iowa 9